# France Kunstelj
France Kunstelj, slovenski rimskokatoliški duhovnik, pisatelj, dramatik in urednik, * 22. november 1914, Vrhnika, † ? junij 1945, Teharje.

## Življenjepis
Od leta 1935 je v Ljubljani študiral teologijo in bil leta 1941 posvečen v duhovnika. Do srede leta 1942 je bil kaplan na Mirni, nato pa se je umaknil v Ljubljano. Po škofovem naročilu je leta 1943 odpotoval v Rim v karitativno akcijo, nato je obiskal koncentracijsko taborišče v Padovi. Po vrnitvi je bil 1943 imenovan za kurata za postojanko Mirneske doline, dejansko pa je že od začetka in nato tudi po uradnem imenovanju leta 1944 služil v domobranski postojanki v Rovtah. Maja 1945 je odšel v begunstvo, bil vrnjen iz Vetrinja in nato skupaj z drugimi zaprt v taborišču Teharje. Tam so ga po spoznanju, da je duhovnik, posebej mučili, ker je drugim delil odvezo. Glede na podatke je bil verjetno med tistimi, ki so jih umorili v samem taborišču.

## Literarno delo
Kunstelj je pričel prva prozna dela objavljati v reviji Domače vaje, nato kot bogoslovec v zborniku Mlada setev, katerega je od leta 1937 do 1941 tudi urejal. Istočasno je svojo kratko prozo objavljal tudi v katoliških revijah, zlasti v Mladiki, Vigredi in Domu in svetu.
Snov za dela je zajemal iz vrhniškega okolja, v črticah in novelah je slikal ljudsko revščino, socialno krivičnost in žvljensko razvratnost. V delih z religioznimi motivi pa se pojavljajo etična razmišljanja.
Leta 1945 je imel za tisk pripravljeno prozno zbirko, ki pa zaradi njegovega odhoda v begunstvo ni izšla; šele 1975 je Tine Debeljak v Buenos Airesu izdal njegovo antologijo z naslovom Butara.
Kunstelj je pisal tudi gledališka dela. Za amaterska gledališča je napisal več dramskih del; tridejanka Za velikim vzorom je bila objavljena 1972 v Buenos Airesu.